# Portugal. The Man

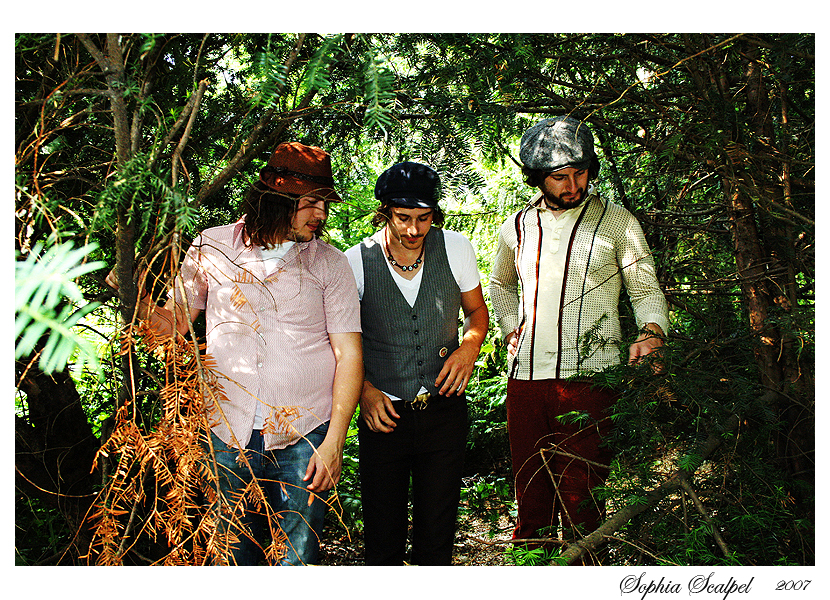
Portugal. The Man v roce 2007

Portugal. The Man je americká rocková skupina sídlící ve městě Portland, Oregon. Skupinu tvoří John Gourley, Zach Carothers, Kyle O'Quin, Noah Gersh a Kane Ritchotte. Gourley a Carothers se seznámili během studia na střední škole ve městě Wasilla na Aljašce, kde spolu začali také hrát. Od zformování skupiny v roce 2005 již vydali osm studiových alb a pět EP. Dvě první alba vydal label Fearless Records. Zároveň svoji hudbu vydali pod vlastní značkou Approaching AIRballoons prostřednictvím nezávislého vydavatelství Equal Vision Records. 2. dubna 2010 podepsal Portugal. The Man smlouvu s Atlantic Records. 4. června 2013 vydali zatím své poslední studiové album Evil Friends, první album, které vzniklo kolaborací mezi skupinou Portugal. The Man a producentem se jménem Danger Mouse.

## Historie

### Počátky
V srpnu roku 2002 založil John Gourley a Zach Carothers skupinu nazvanou Anatomy of a Ghost. Frontmanem skupiny se stal Gourley, který však neměl žádné předešlé pěvecké zkušenosti. Skupina Anatomy of A Ghost si rychle získala popularitu, avšak netrvalo dlouho a kapela se rozpadla. Portugal. The Man byl původně vedlejší projekt Johna Gourleyho, ve kterém hrál Zach Carothers na basovou kytaru. Místo bubeníka využívali bicí automat. Nedlouho poté se Gourley s Carothersem dali dohromady s Wesleym Hubbardem, Nickem Kleinem (předtím fungoval jako kytarový technik pro Anatomy of a Ghost) a Harveym Tumblesonem a společně založili kapelu Portugal. The Man. Kapela opustila Aljašku a přemístila se do Portlandu v Oregonu s úmyslem koncertovat a nahrávat alba. V létě roku 2004 kapela natočila dema písní a na podzim odjela na americké turné. V létě roku 2005 kapelu opustili Klein s Tumblesonem, které později nahradil Jason Sechrist. Debutové album skupiny, Waiter: „You Vultures!“, vydalo 24. ledna 2006 Fearless Records. Album produkoval Casey Bates.

### Nezávislá léta
22. června 2007 vydal Portugal. The Man své druhé album Church Mouth, které znovu produkoval Casey Bates a skupina vyjela na americké turné s předskokany The Photo Atlas, Play Radio Play, Tera Melos a The Only Children. Následovalo evropské turné, na které opět navázalo turné americké, kdy kapele během září a října předskakovaly kapely Rocky Votolato a Great Depression. V listopadu téhož roku doplnili kapely Thursday a Circle Takes The Square na jejich krátkém turné po východním pobřeží.
V roce 2008 opustili hudební vydavatelství Fearless Records a kapelu doplnil Ryan Neighbors (klávesy), který nahradil Wese Hubbarda.
30. července 2008 bylo oznámeno, že Portugal. The Man vydá své album Censored Colors prostřednictvím nezávislého vydavatelství Approaching AIRballoons, ve spolupráci s vydavatelstvím Equal Vision Records. Album vyšlo 16. září 2008. John Gourley toho roku získal ocenění 'Nejlepší zpěvák roku' udělované AP magazínem.
V roce 2009 si kapela zahrála hned na několika festivalech, mezi kterými nechyběly proslulé festivaly Bonnaroo a Lollapalooza v chicagském Grant Parku.
9. dubna oznámil Portugal. The Man vydání alba The Satanic Satanist, jež vyšlo 21. července 2009. Originální název tohoto alba byl The Satanic Satanist of the Majestic Majesty. Název alba byl později zkrácen a akustická verze alba vyšla pod jménem The Majestic Majesty. Tématy alba The Satanic Satanist jsou vzpomínky a historky zpěváka Johna Gourleyho na dětství prožité na Aljašce. Album vyšlo ve spolupráci s nahrávacím producentem Paulem Kolderiem, známým producentem, který má na svědomí alba Pixies a Radiohead.
11. února 2010 Gourley oznámil, že v pořadí páté studiové album kapely, American Ghetto, vyjde 2. března. Avšak kvůli obavám z možného úniku alba na internet, nebyly žádné kopie alba nabízeny předem.

### Roky u Atlantic Records (2010–současnost)
V dubnu roku 2010 podepsala skupina nahrávací smlouvu s Atlantic Records.
Během léta roku 2010 se Portugal. The Man navrátil do studia, aby natočil nové album s producentem Johnem Hillem. Album se nahrávalo v El Pasu (Texas), Londýně a v San Diegu v Kalifornii. Nositel ceny Grammy, producent Andy Wallace, se ujal konečného mixu alba. Wallace je nejvíce známý spoluprací s kapelami Rush, Nirvana, At the Drive-In, či zpěvákem Paulem McCartneym.
Na podzimním turné roku 2010 zahrála skupina svůj nový song „We Got It All.“ Na festivalu SXSW 2011 představili novou skladbu s názvem „Senseless.“ Počínaje 7. dubnem 2011 vydávala skupina každý týden 30 sekundové klipy z jejich nového alba na svém kanálu na YouTube. Mezi takto představenými skladbami byly „Once Was One,“ "All Your Light (Times Like These)" a „So American“. 29. dubna 2011 vydali první singl z alba, píseň „Got it all (This Can't Be Living Now.)“. 5. května vyšel druhý singl z připravovaného alba nazvaný „Sleep Forever.“ Album In the Mountain in the Cloud vyšlo 19. července 2011. Krátkometrážní film skupiny Portugal. The Man, „Sleep Forever“, režírovaný Michaelem Ragenem, čítá 13 minut a byl natáčený ve městě Wasilla na Aljašce odkud pochází frontman kapely. „Sleep Forever“ měl premiéru 6. června 2011 prostřednictvím nezávislého filmového kanálu IFC.
Portugal. The Man se v červnu roku 2011 podruhé představil na festivalu Bonnaroo Music and Arts Festival, právě u příležitosti 10. výročí festivalu a v srpnu skupina vystoupila na festivalu Lollapalooza.
8. srpna, po vystoupení na festivalu Lollapalooza, byla kapele ukradena dodávka s návěsem, ve kterém měla kapela všechny své instrumenty a koncertní vybavení. Den poté, 9. srpna, byla dodávka nalezena, avšak již bez veškerého vybavení. Seznam všech hledaných předmětů kapela později zveřejnila na svém webu. 12. srpna se kapele téměř veškeré vybavení navrátilo; jistý muž jej uviděl v bazaru a kapelu ihned informoval. Skupina mu posléze poslala děkovný dopis, který také vyvěsili na svých stránkách. „Je to mnohem více než jen výhra pro Portugal. The Man, je to také vítězství twitteru, světa sociálních médií, chicagské policie a starého dobrého žurnalismu.“
Na podzim roku 2011 se kapela vydala na americké turné, pro které se ke kapele připojil kytarista, Noah Gersh. V lednu se zúčastnili evropského turné kapely The Black Keys a později se vypravili do Austrálie na tamější festival St Jerome's Laneway Festival. Na jaře roku 2012 se vydal Portugal. The Man na turné s názvem Jägermeister Music Tour společně s kapelou The Lonely Forest.
3. dubna 2012 se objevilo na Facebooku kapely prohlášení, že klávesista Ryan Neighbors opouští kapelu, aby se věnoval svému novému projektu, kapele Hustle and Drone. Nahradil ho Kyle O'Quin. Bubeník Jason Sechrist byl krátce po odchodu Ryana Neigborse nahrazen dříve známým dětským hercem a bubeníkem Kanem Ritchottem.
8. února unikly na internet fotografie, které prozrazovaly, že producentem pro připravovanou desku kapely bude Brian Burton, známý jako Danger Mouse. Danger Mouse proslul spoluprací s CeeLo Greenem na projektu Gnarls Barkley, také spoluprací s Jackem Whitem a Broken Bells, dále pak produkcí cenami oceněných alb pro kapely Gorillaz, The Black Keys a zpěvačku Norah Jones. Podle Zacha bylo album velmi ovlivněné kapelou Pink Floyd a jejich nejslavnějším albem The Dark Side of the Moon.
25. února bylo na Instagramu zveřejněno jméno připravované desky - „Evil Friends“. 6. března byl odhalen design a obal alba Evil Friends. Následující den kapela zveřejnila videoklip pro titulní skladbu alba na YouTube. 4. června 2013 bylo album vydáno ve Spojených státech amerických.
Nedávno byly některé skladby z alba Evil Friends natočeny mnohými umělci, mezi které patří například Bear Mountain Archivováno 29. 9. 2013 na Wayback Machine., Terry Urban (Portugal. The Man & Friends) a Passion Pit.

## Hudební videoklipy a krátké filmy
6. června 2011 vydala skupina krátký film, ve kterém zazněly skladby „Sleep Forever“ a „Got It All (This Can't Be Living Now)“ z alba In The Mountain In the Cloud. Film byl produkován Richardem Hutchinsem a režíroval ho Michael Ragen. Film je dlouhý 13 minut a 16 sekund, obsahuje záběry Aljašské divočiny prokládané záběry na frontmana skupiny Johna Gourleyho, jež jede na spřežení taženém psi do té doby, než mu psi utečou a on je nucen jít po svých. Na konci je záběr na Gourleyho, který se nedopatřením střelí do tváře a padá do čerstvého sněhu. Jeho psi se v sekundě navrací ke svému mrtvému majiteli a začínají ho požírat.
Portugal. The Man již zveřejnil hudební videoklipy ke skladbám „So American“, „People Say“, „All Your Light“, „Do You“, „The Dead Dog“, „AKA M80 The Wolf“, „Lay Me Back Down“, „The Sun,“ "Evil Friends," „Purple Yellow Red and Blue“, „Atomic Man“ a nejznámější z nich „Modern Jesus“.

## Členové kapely

### Současní členové
- John Baldwin Gourley - zpěv, kytara, varhany, bicí automaty
- Zachary Carothers - basová kytara, doprovodný zpěv
- Kyle O'Quin - klávesy, syntezátor
- Noah Gersh - kytara, zpěv, rozmanité perkuse
- Kane Ritchotte - bicí, perkuse, doprovodný zpěv

### Předešlí členové
- Nick Klein - kytara
- Harvey Tumbleson - beats
- Wesley Hubbard - klávesy
- Ryan Neighbors - klávesy, didgeridoo, syntezátor, doprovodný zpěv
- Jason Sechrist - bicí
- Justin McRae - kytara
- Dewey Halpaus - kytara (pouze na turné)
- Zoe Manville - doprovodný zpěv, klávesy, syntezátor, tamburína
- Garrett Lunceford - bicí na albu Satanic Satanists

## Diskografie

### Studiová alba
| Waiter: „You Vultures!“                                                           | - Vydáno: 24. ledna 2006 - Vydavatelství: Defiance, Fearless - Formáty: CD, LP, digitální stažení                                 | —  | —  | —  | —  | —   | —  | —  |
| Church Mouth                                                                      | - Vydáno: 24. července 2007 - Vydavatelství: Defiance, Fearless - Formáty: CD, LP, digitální stažení                              | —  | —  | —  | —  | —   | 90 | —  |
| Censored Colors                                                                   | - Vydáno: 16. září 2008 - Vydavatelství: Approaching AIRballoons, Defiance, Equal Vision - Formáty: CD, LP, digitální stažení     | —  | —  | —  | —  | —   | —  | —  |
| The Satanic Satanist                                                              | - Vydáno: 21. července 2009 - Vydavatelství: Approaching AIRballoons, Defiance, Equal Vision - Formáty: CD, LP, digitální stažení | 81 | —  | 38 | —  | —   | 68 | —  |
| The Majestic Majesty                                                              | - Vydáno: 21. července 2009 - Vydavatelství: Approaching AIRballoons, Equal Vision - Formáty: CD, digitální stažení               | —  | —  | —  | —  | —   | —  | —  |
| American Ghetto                                                                   | - Vydáno: 2. března 2010 - Vydavatelství: Approaching AIRballoons, Equal Vision - Formáty: CD, LP, digitální stažení              | —  | —  | —  | —  | —   | —  | —  |
| In the Mountain in the Cloud                                                      | - Vydáno: 19. července 2011 - Vydavatelství: Atlantic - Formáty: CD, LP, digitální stažení                                        | 42 | 11 | 12 | 60 | —   | 97 | 70 |
| Evil Friends                                                                      | - Vydáno: 4. června 2013 - Vydavatelství: Atlantic - Formáty: CD, LP, digitální stažení                                           | 28 | 9  | 12 | 64 | 93  | 89 | 74 |
| Woodstock                                                                         | - Vydáno: 16. června 2017 - Vydavatelství: Atlantic                                                                               | 32 | 3  | 3  | 47 | 154 | 64 | 30 |
| „—“ denotes a recording that did not chart or was not released in that territory. | |    |    |    |    |     |    |    |

### EP
| Název                           | Detaily EP                                                                                     |
| ------------------------------- | ---------------------------------------------------------------------------------------------- |
| Under Waves of the Brown Coat   | - Vydáno: 2005 - Vydavatelství: Fearless - Formáty: digitální stažení                          |
| The Pines & The Devil           | - Vydáno: 2006 - Vydavatelství: Fearless - Formáty: 7"                                         |
| Devil Say I, I Say AIR          | - Vydáno: 18. července 2006 - Vydavatelství: Fearless - Formáty: digitální stažení             |
| It's Complicated Being a Wizard | - Vydáno: 27. února 2007 - Vydavatelství: Approaching AIRballoons, Defiance - Formáty: CD, 12" |
| My Mind/Seventeen               | - Vydáno: 14. září 2007 - Vydavatelství: Defiance - Formáty: 7"                                |